# Philippe Aubert de Gaspé (fils)
Pour les articles homonymes, voir Aubert et Philippe Aubert.
Pour l'article concernant son père, écrivain québécois né en 1786 et mort en 1871, voir Philippe Aubert de Gaspé.
Philippe-Ignace-François Aubert de Gaspé, né le 8 avril 1814 à Québec et mort le 7 mars 1841 à Halifax, est un journaliste et écrivain du Bas-Canada,. Il est souvent considéré comme l'auteur du premier roman québécois publié de l'histoire,, intitulé L'Influence d'un livre.

## Biographie
Il est le fils de Philippe Aubert de Gaspé, avocat, fonctionnaire et futur seigneur usufruitier de Port-Joly, et de Susanne Allison. De 1827 à 1832, il fait des études au Séminaire de Nicolet.
Jusqu'en 1836, il vit à Québec, où il est sténographe et journaliste aux journaux The Quebec Mercury et Le Canadien. En 1835, une altercation avec le député Edmund Bailey O'Callaghan lui vaut une condamnation en justice et un mois de prison. En 1836, il doit quitter Québec après avoir causé l'évacuation du parlement en y déposant une bouteille puante.
Il réside alors au domaine de sa famille, à Saint-Jean-Port-Joli, où, peut-être avec l'aide de son père,, il écrit son roman L'Influence d'un livre, publié en 1837 dans le journal Le Populaire, dirigé par Napoléon Aubin. « Inspiré par (...) le roman gothique, ce premier roman canadien-français mêle les genres et les traditions ». Le titre fait référence à la trame principale, qui raconte les mésaventures d'un paysan sous l'influence d'un traité d'alchimie. Il s'inspire aussi de l'histoire nationale et intègre des légendes canadiennes-françaises et des chansons populaires. Le roman subit des attaques féroces dans certains journaux. Gérald Gaudet, dit du livre qu'il fait transparaître le goût de l'auteur pour le réel par opposition à la fiction. 
Il habite ensuite Halifax, où son ami Thomas Pyke lui trouve du travail dans un journal. Il y meurt subitement de maladie le 7 mars 1841, à l'âge de 26 ans, célibataire.
Le texte de son roman est réédité en 1864 par Henri-Raymond Casgrain, sous le titre Le Chercheur de trésors, dans une version toutefois expurgée de quelques passages,.
Le fonds d’archives Philippe Aubert de Gaspé est conservé au centre d’archives de Montréal de Bibliothèque et Archives nationales du Québec.